# لایم ریجیس
لایم ریجیس (به انگلیسی: Lyme Regis) یک شهرک در بریتانیا است که در انگلستان واقع شده است.

## خصوصیات
لایم ریجیس ۳٬۶۷۱ نفر جمعیت دارد.